# Campionato mondiale di scherma 2005 - Spada a squadre maschile
Il Campionato mondiale di scherma 2005 di Lipsia in Germania.
Fasi di qualificazione della spada a squadre maschile (12/13 ottobre).
Per la classifica finale generale vedi Classifica.

## Turni di eliminazione
| 1º turno (prima parte) | 1º turno (prima parte) | 1º turno (prima parte) | 1º turno (seconda parte) | 1º turno (seconda parte) | 1º turno (seconda parte) |
| ---------------------- | ---------------------- | ---------------------- | ------------------------ | ------------------------ | ------------------------ |
| Francia                |                        | qual.                  | Vietnam                  | Cile                     | 33-24                    |
| Svizzera               |                        | qual.                  | Olanda                   |                          | qual.                    |
| Polonia                |                        | qual.                  | Portogallo               |                          | qual.                    |
| Norvegia               |                        | qual.                  | Cina                     |                          | qual.                    |
| Italia                 |                        | qual.                  | Argentina                | Kazakistan               | 31-45                    |
| Porto Rico             |                        | qual.                  | Austria                  |                          | qual.                    |
| Venezuela              |                        | qual.                  | Repubblica Ceca          |                          | qual.                    |
| Brasile                | India                  | 45-34                  | Ucraina                  |                          | qual.                    |
| Ungheria               |                        | qual.                  | Iran                     | Slovenia                 | 45-33                    |
| Cuba                   |                        | qual.                  | Canada                   |                          | qual.                    |
| Svezia                 |                        | qual.                  | Gran Bretagna            |                          | qual.                    |
| Estonia                | Georgia                | 45-18                  | Russia                   |                          | qual.                    |
| USA                    |                        | qual.                  | Qatar                    |                          | qual.                    |
| Bielorussia            |                        | qual.                  | Spagna                   |                          | qual.                    |
| Corea del Sud          |                        | qual.                  | Giappone                 |                          | qual.                    |
| Danimarca              | Singapore              | 45-33                  | Germania                 |                          | qual.                    |

## 16idi finale
| 16i di finale | 16i di finale   | 16i di finale |
| ------------- | --------------- | ------------- |
| Francia       | Vietnam         | 45-21         |
| Svizzera      | Olanda          | 45-35         |
| Polonia       | Portogallo      | 45-30         |
| Norvegia      | Cina            | 44-45         |
| Italia        | Kazakistan      | 45-31         |
| Porto Rico    | Austria         | 41-45         |
| Venezuela     | Repubblica Ceca | 39-38         |
| Brasile       | Ucraina         | 19-45         |
| Ungheria      | Iran            | 45-18         |
| Cuba          | Canada          | 45-34         |
| Svezia        | Gran Bretagna   | 45-19         |
| Estonia       | Russia          | 26-28         |
| USA           | Qatar           | 45-20         |
| Bielorussia   | Spagna          | 39-40         |
| Corea del Sud | Giappone        | 45-30         |
| Danimarca     | Germania        | 18-45         |

## 8idi finale
| 8i di finale  | 8i di finale | 8i di finale |
| ------------- | ------------ | ------------ |
| Francia       | Svizzera     | 45-22        |
| Polonia       | Cina         | 45-40        |
| Italia        | Austria      | 36-35        |
| Venezuela     | Ucraina      | 33-45        |
| Ungheria      | Cuba         | 45-37        |
| Svezia        | Russia       | 40-45        |
| USA           | Spagna       | 35-38        |
| Corea del Sud | Germania     | 33-38        |

## 4idi finale
| 4i di finale (9º-16º posto) | 4i di finale (9º-16º posto) | 4i di finale (9º-16º posto) | 4i di finale (1º-8º posto) | 4i di finale (1º-8º posto) | 4i di finale (1º-8º posto) |
| --------------------------- | --------------------------- | --------------------------- | -------------------------- | -------------------------- | -------------------------- |
| Svizzera                    | Cina                        | 32-45                       | Francia                    | Polonia                    | 45-39                      |
| Austria                     | Venezuela                   | 34-32                       | Italia                     | Ucraina                    | 31-45                      |
| Cuba                        | Svezia                      | 34-27                       | Ungheria                   | Russia                     | 27-21                      |
| USA                         | Corea del Sud               | 42-45                       | Spagna                     | Germania                   | 28-33                      |

## Semifinali
| Semifinali (13º-16º posto) | Semifinali (13º-16º posto) | Semifinali (13º-16º posto) | Semifinali (9º-12º posto) | Semifinali (9º-12º posto) | Semifinali (9º-12º posto) | Semifinali (5º-8º posto) | Semifinali (5º-8º posto) | Semifinali (5º-8º posto) | Semifinali (1º-4º posto) | Semifinali (1º-4º posto) | Semifinali (1º-4º posto) |
| -------------------------- | -------------------------- | -------------------------- | ------------------------- | ------------------------- | ------------------------- | ------------------------ | ------------------------ | ------------------------ | ------------------------ | ------------------------ | ------------------------ |
| Svizzera                   | Venezuela                  | 45-34                      | Cina                      | Austria                   | 36-45                     | Polonia                  | Italia                   | 45-34                    | Francia                  | Ucraina                  | 45-32                    |
| Svezia                     | USA                        | 40-45                      | Cuba                      | Corea del Sud             | 40-45                     | Russia                   | Spagna                   | 45-31                    | Ungheria                 | Germania                 | 36-45                    |

## Finale
| Finali    | Finali    | Finali        | Finali |
| --------- | --------- | ------------- | ------ |
| 15º posto | Venezuela | Svezia        | 30-31  |
| 13º posto | Svizzera  | USA           | 45-30  |
| 11º posto | Cina      | Cuba          | 23-45  |
| 9º posto  | Austria   | Corea del Sud | 33-45  |
| 7º posto  | Italia    | Spagna        | 45-31  |
| 5º posto  | Polonia   | Russia        | 33-45  |
| 3º posto  | Ucraina   | Ungheria      | 42-40  |
| 1º posto  | Francia   | Germania      | 45-31  |